# Гней Корнелий Лентул Гетулик (консул 55 г.)
Вижте пояснителната страница за други личности с името Гней Корнелий Лентул Гетулик.
Гней Корнелий Лентул Гетулик (на латински: Gnaeus Cornelius Lentulus Gaetulicus) e политик и сенатор на ранната Римска империя.
Той е син на Гней Корнелий Лентул Гетулик (консул 26 г.) и Апрония Цезения, дъщеря на Луций Апроний (суфектконсул 8 г.).
Брат е на Корнелия, омъжена за син на Сеян.
През ноември и декември 55 г. Гетулик е суфектконсул заедно с Тит Куртилий Манциа.